# Société de production et de construction du Xinjiang
La Société de production et de construction du Xinjiang (chinois : 新疆生产建设兵团 ; pinyin : Xīnjiāng Shēngchǎn Jiànshè Bīngtuán), appelé plus couramment Bingtuan, est une organisation gouvernementale économique et semi-militaire spécifique à la région autonome du Xinjiang en Chine. Le Bingtuan possède de facto l'autorité administrative sur plusieurs villes de taille moyenne ainsi que sur des villages et des fermes dans l'ensemble du Xinjiang. Il possède sa propre structure administrative, et remplit des fonctions normalement dévolues au gouvernement, comme la santé ou l'éducation, dans les zones sous sa juridiction. Le gouvernement de la région autonome du Xinjiang n'interfère généralement pas avec le Bingtuan dans l'administration de ces zones.
Les objectifs déclarés du Bingtuan sont le développement des régions frontalières, la promotion du développement économique, l'assurance de la stabilité sociale et de l'harmonie ethnique, et la lutte contre le mouvement indépendantiste du Turkestan oriental. Au cours de ses 50 années d'existence, le Bingtuan a construit des fermes, des bourgades et des villes, et installé des millions de migrants, principalement des Hans, au Xinjiang. Le Bingtuan est glorifié en Chine par ses partisans comme pierre angulaire de la stabilité et de la prospérité dans une région qui serait sinon sujette à de graves troubles, et stigmatisé comme un instrument majeur de la colonisation et de la sinisation par les soutiens à l'indépendance du Turkestan oriental.
Le Bingtuan, sous le nom de Groupe Chine Xinjiang (chinois : 中国新建集团 ; pinyin : Zhōngguó Xīnjiàn Jítuán), participe directement à l'activité économique, notamment par l'intermédiaire de diverses filiales commerciales, dont Xinjiang Chalkis Co.Ltd, no 2 mondial de la tomate, qui est également implanté hors de Chine.
Le Bingtuan fait l'objet de sanctions des États-Unis depuis juillet 2020 en raison d'accusations de violation des droits humains, principalement à l'encontre des Ouïghours et des Kazakhs.

## Histoire
Le Bingtuan est directement issu du système traditionnel chinois du tuntian, qui consiste à installer dans les zones frontalières des unités militaires qui ont l'obligation d'y acquérir leur autonomie de subsistance. Des unités de construction ont ainsi été mis en place dans plusieurs régions frontalières à population clairsemée, comme le Heilongjiang, la Mongolie-Intérieure et le Xinjiang. La République populaire de Chine nouvellement créée devait également résoudre le problème des soldats non communistes qui étaient sortis depuis de nombreuses années des circuits économiques de production. L'idée de mettre à leur disposition des terres où s'installer comme colons a de longue date été avancée en Chine. Le gouvernement chinois a ainsi constitué le Bingtuan à partir de soldats de la Première Armée de terre (communiste), d'anciens soldats du Kuomintang et de l'Armée nationale Ili (les forces armées de la République du Turkestan oriental). Lors de sa fondation en octobre 1954, le Bingtuan était composé de 175 000 militaires basés au Xinjiang et dirigés par Tao Zhiyue (en), le premier commandant en chef.
Le Bingtuan s'est d'abord focalisé sur l'installation de colons dans des zones à population clairsemée, comme les franges du désert du Taklamakan et du désert du Gurbantunggut, afin d'en cultiver les terres et de les développer économiquement. De nombreux jeunes garçons et jeunes filles d'autres régions de Chine rejoignirent également les rangs du Bingtuan, ce qui permit d'assurer un meilleur équilibre hommes-femmes, et d'incorporer des membres d'un niveau d'éducation plus élevé. Les crises de 1962, pendant lesquelles des émeutes se produisirent à Yining et des milliers de réfugiés s'enfuirent vers l'Union soviétique, incitèrent également le gouvernement à diriger plus de personnes et de ressources vers le Bingtuan. En 1966, le Bingtuan comprenait 1,48 million de personnes.
Le Bingtuan, tout comme de nombreuses autres organisations du gouvernement et du parti communiste chinois, subit de graves dommages lors de la période de chaos de la Révolution culturelle. Il fut aboli en 1975, et tous ses pouvoirs furent transférés au gouvernement du Xinjiang et aux autorités régionales.
Dans les années 1980, le Xinjiang ressentit à nouveau la pression des conflits ethniques et religieux, et des mouvements d'indépendance ouïghours, ainsi que la pression extérieure des mouvements d'encerclement soviétiques (l'Afghanistan avait été envahi en 1979). En 1981, le Bingtuan fut remis en place, avec pour objectifs explicites l'endiguement de l'encerclement soviétique, du mouvement d'indépendance du Turkestan oriental et du fondamentalisme islamique, ainsi que la culture des terres et la mise en valeur économique des régions frontalières.

## Organisation
Le Bingtuan est administré à la fois par le gouvernement central de la République populaire de Chine et par le gouvernement de la région autonome ouïghoure du Xinjiang. Il possède des pouvoirs sous-provinciaux à parité avec les villes sous-provinciales, et ses activités de développement économique et social sont administrées séparément de celles du Xinjiang. Les chiffres correspondants au territoire et à la population du Bingtuan sont en général inclus dans les chiffres globaux du Xinjiang, mais le PIB du Bingtuan est présenté le plus souvent de façon séparée.
Le Bingtuan est découpé en divisions et en régiments. Son quartier général se situe à Ürümqi. Chaque division du Bingtuan correspond à une division administrative de niveau préfecture.
Le Bingtuan lui-même, ainsi que chaque division individuelle, est dirigé par trois personnes : un premier commissaire politique, un commissaire politique et un commandant. Le rôle du premier commissaire politique du Bingtuan est rempli par le secrétaire du comité du Xinjiang du Parti communiste chinois (PCC), et de même le premier commissaire politique de chacune des divisions est le secrétaire du comité de la division administrative de niveau préfecture correspondante.
Outre les régiments, le Bingtuan administre également les fermes et ranchs de niveau régiment.
À la fin du XXe siècle, le rôle militaire du Bingtuan a été édulcoré en raison de sa transmission à la région militaire du Xinjiang, partie de la région militaire de Lanzhou qui comprend l'ensemble de la Chine du nord-ouest. À l'heure actuelle, les militaires du Bingtuan sont pour la plupart des réservistes ou des miliciens.

## Structure administrative
Le Bingtuan comprend 14 divisions qui sont elles-mêmes subdivisées en 185 entités de niveau régiment (régiments, fermes et ranchs) réparties sur l'ensemble du Xinjiang, pour la plupart dans des zones où la population était précédemment absente ou clairsemée.
Ces divisions sont les suivantes :
| Nom                                       | Fondation | Emplacement (approximatif)                                                  | Quartier général | Villes administrées                               |
| ----------------------------------------- | --------- | --------------------------------------------------------------------------- | ---------------- | ------------------------------------------------- |
| Première division agricole du Bingtuan    | 1953      | Préfecture d'Aksou                                                          | Aksou            | Aral                                              |
| Deuxième division agricole du Bingtuan    | 1953      | Préfecture autonome mongole de Bayin'gholin                                 | Korla            |                                                   |
| Troisième division agricole du Bingtuan   | 1966      | Préfecture de Kachgar                                                       | Kachgar          | Tumushuke                                         |
| Quatrième division agricole du Bingtuan   | 1953      | Préfecture autonome kazakhe d'Ili (administration directe de la partie sud) | Yining           |                                                   |
| Cinquième division agricole du Bingtuan   | 1953      | Préfecture autonome mongole de Börtala                                      | Bole             |                                                   |
| Sixième division agricole du Bingtuan     | 1953      | Préfecture autonome hui de Changji                                          | Wujiaqu          | Wujiaqu                                           |
| Septième division agricole du Bingtuan    | 1953      | zone ouest de Karamay                                                       | Kuitun           | Nouveau district de Tianbei de la ville de Kuitun |
| Huitième division agricole du Bingtuan    | 1953      | zone est de Karamay                                                         | Shihezi          | Shihezi                                           |
| Neuvième division agricole du Bingtuan    | 1962      | Préfecture de Tacheng de la préfecture autonome kazakhe d'Ili               | Dorbiljin        |                                                   |
| Dixième division agricole du Bingtuan     | 1959      | Préfecture d'Altay de la préfecture autonome kazakhe d'Ili                  | Beitun           | Bourg de Beitun                                   |
| Division de génie civil du Bingtuan       | 1953      | néant                                                                       | Ürümqi           |                                                   |
| Douzième division agricole du Bingtuan    | 1982      | ville-préfecture d'Ürümqi                                                   | Ürümqi           |                                                   |
| Treizième division agricole du Bingtuan   | 1982      | Préfecture de Hami                                                          | Hami             |                                                   |
| Quatorzième division agricole du Bingtuan | 1982      | Préfecture de Hotan                                                         | Hotan            |                                                   |

## Construction et administration de villes
Le Bingtuan a construit six villes de taille moyenne depuis sa création, et contrôle maintenant cinq d'entre elles, en étroite association avec leurs gouvernements. Par exemple, le quartier général de chaque division du Bingtuan est confondu avec le gouvernement de la ville, le commissaire politique est le secrétaire du comité de la ville, le commandant de la division est le maire de la ville, et de même pour toutes les autres fonctions. Quatre des cinq villes administrées par le Bingtuan sont officiellement des « villes-districts » du Xinjiang, mais le gouvernement provincial n'est en règle générale pas impliqué dans leur administration, celles-ci bénéficiant du statut de villes vice-préfectures qui leur donne une plus grande autonomie.
Le Bingtuan administre directement les villes suivantes (les dates entre parenthèses sont celles de leur passage officiel au statut de « ville ») :
- Kuitun, préfecture autonome kazakhe d'Ili (1975),
- Shihezi (1976),
- Aral (2002),
- Tumushuke (2002),
- Wujiaqu (2002),
- Beitun, préfecture d'Altay (est encore un « bourg »)[2].

Depuis 1975, un seul district de la ville de Kuitun (le nouveau district de Tianbei) est encore administré par la 7e division du Bingtuan.

## Démographie
La plus grande partie de la population du Bingtuan est constituée de chinois han, les Ouïghours, Huis et Kazakhs constituant les minorités les plus importantes. Le Bingtuan constituait environ 13 % de la population du Xinjiang en 2002.
| Groupes ethniques dans le Bingtuan (estimation de 2002) | Groupes ethniques dans le Bingtuan (estimation de 2002) | Groupes ethniques dans le Bingtuan (estimation de 2002) |
| Nationalité                                             | Population                                              | Pourcentage                                             |
| ------------------------------------------------------- | ------------------------------------------------------- | ------------------------------------------------------- |
| Hans                                                    | 2 204 500                                               | 88,1                                                    |
| Ouïghours                                               | 165 000                                                 | 6,6                                                     |
| Huis                                                    | 64 700                                                  | 2,6                                                     |
| Kazakhs                                                 | 42 700                                                  | 1,7                                                     |
| Mongols                                                 | 6 200                                                   | 0,3                                                     |
| Autres                                                  | 18 100                                                  | 0,7                                                     |

La huitième division est celle dont la population est la plus importante, avec 579 300 personnes en 2002.

## Économie
L'objectif principal déclaré actuel du Bingtuan est le développement économique. Suivant la politique d'ouverture de l'économie, le Bingtuan a créé de nombreuses filiales commerciales dont l'activité est consacrée à la production et à la commercialisation d'une grande variété de produits. Lorsqu'il s'implique dans de telles activités économiques, le Bingtuan le fait sous le nom de « Groupe Chine Xinjiang » (chinois : 中国新建集团 ; pinyin : Zhōngguó Xīnjiàn Jítuán).
L'activité économique principale du Bingtuan demeure l'agriculture, notamment la production de coton, fruits et légumes, huile alimentaire, betterave sucrière, etc. Les productions les plus importantes sont le coton, les tomates, le ketchup, les poires de Korla, le raisin de Tourfan, le vin, etc. Le Bingtuan possède tout un éventail de fermes, depuis la production industrielle jusqu'aux fermes de petite taille.
En 2020, environ un tiers de la production de coton de la province est réalisée par le Bingtuan.
Depuis sa création, le Bingtuan a mis en service un grand nombre de mines et d'industries minières, la plupart d'entre elles ayant été transmises par la suite au gouvernement du Xinjiang. À l'heure actuelle, le Bingtuan est engagé principalement dans les industries agro-alimentaires.
Le Bingtuan est aussi engagé dans diverses activités du secteur tertiaire, comme la vente, la distribution, l'immobilier, le tourisme, la construction et même les assurances.
Le Bingtuan possède actuellement[Quand ?] onze filiales commerciales :
- Xinjiang Baihuacun (新疆百花村股份有限公司) (百花村, 600721.SS) - principalement technologies de l'information
- Xinjiang Tianye (新疆天业股份有限公司) (新疆天业, 600075.SS) - principalement matières plastiques
- Suntime International Economic-Trading (新天国际经贸股份有限公司) (新天国际, 600084.SS) - principalement commerce international
- Xinjiang Talimu Agriculture Development (新疆塔里木农业综合开发股份有限公司) (新农开发, 600359.SS) - principalement coton
- Xinjiang Yilite Industry (新疆伊力特实业股份有限公司) (伊力特, 600197.SS) - principalement alcools
- Xinjiang Chalkis (新疆中基实业股份有限公司) (新中基, 000972.SZ) - principalement tomates et industries connexes
- Xinjiang Tianhong Papermaking (新疆天宏纸业股份有限公司) (新疆天宏, 600419.SS) - papeterie
- Xinjiang Tianfu Thermoelectric (新疆天富热电股份有限公司) (天富热电, 600509.SS) - électricité
- Xinjiang Guannong Fruit & Antler (新疆冠农果茸股份有限公司) (冠农股份, 600251.SS) - fruits et élevage
- Xinjiang Qingsong Cement (新疆青松建材化工股份有限公司) (青松建化, 600425.SS) - ciment
- Xinjiang Sayram Modern Agriculture (新疆赛里木现代农业股份有限公司) (新赛股份, 600540.SS) - principalement coton

En 2014, le Bingtuan emploie 12 % de la population de la région — la grande majorité des employés sont des Hans — et contrôle 17 % de l'économie du Xinjiang.
Le Bingtuan emploie, en 2020, entre 2,8 et 3,1 millions de personnes au Xinjiang,.
Le Bingtuan est accusé d'avoir recours au travail forcé, en particulier des Ouïghours et des Kazakhs du Xinjiang.
En juillet 2020, le président des États-Unis, Donald Trump ordonne des sanctions contre le Bingtuan. Ces sanctions touchent aussi Peng Jiarui et Sun Jinlong (en), deux membres du PCC reliés au Bingtuan. Le gouvernement américain accuse le Bingtuan de violation des droits humains, en particulier à l'encontre des ethnies autres que les Hans (principalement les Ouïghours et les Kazakhs). Par conséquent, tout actif du Bingtuan aux États-Unis est gelé,. Les douanes des États-Unis peuvent, depuis décembre 2020, saisir des produits contenant du coton produit par le Bingtuan.

## Culture
Le Bingtuan possède en propre un système d'éducation séparé qui couvre l'enseignement primaire, secondaire et supérieur. Il possède notamment deux universités :
- Université de Shihezi (chinois : 石河子大学 ; pinyin : Shíhézǐ Dàxué)
- Université de Tarim (chinois : 塔里木大学 ; pinyin : Tǎlǐmù Dàxué)

Il possède également son propre quotidien officiel, le Bingtuan Daily (兵团日报 ; pinyin : Bīngtuán Rìbào), ainsi que diverses stations de télévision, aussi bien au niveau du Bingtuan qu'au niveau des divisions.